# Puccinia lophatheri
Puccinia lophatheri ist eine Ständerpilzart aus der Ordnung der Rostpilze (Pucciniales). Der Pilz ist ein Endoparasit der Süßgräser Centotheca lappacea und Lophatherum gracile. Symptome des Befalls durch die Art sind Rostflecken und Pusteln auf den Blattoberflächen der Wirtspflanzen. Sie kommt in Ostasien vor.

## Merkmale

### Makroskopische Merkmale
Puccinia lophatheri ist mit bloßem Auge nur anhand der auf der Oberfläche des Wirtes hervortretenden Sporenlager zu erkennen. Sie wachsen in Nestern, die als gelbliche bis braune Flecken und Pusteln auf den Blattoberflächen erscheinen.

### Mikroskopische Merkmale
Das Myzel von Puccinia lophatheri wächst wie bei allen Puccinia-Arten interzellulär und bildet Saugfäden, die in das Speichergewebe des Wirtes wachsen. Aecien oder Spermogonien der Art sind nicht bekannt. Die bräunlichen Uredien der Art wachsen beidseitig auf den Blättern der Wirtspflanzen. Ihre gelben bis zimtbraunen Uredosporen sind meist eiförmig, 24–28 × 20–23 µm groß und fein stachelwarzig. Die beidseitig wachsenden Telien sind schwarzbraun, früh unbedeckt und pulverig. Die goldenen bis hell haselnussbraunen Teliosporen sind zweizellig, generell längsseptiert, breitellipsoid und 26–31 × 23–26 µm groß. Ihre Stiele sind farblos bis gelblich und bis zu 75 µm lang.

## Verbreitung
Das bekannte Verbreitungsgebiet von Puccinia lophatheri umfasst China, Taiwan und Japan.

## Ökologie
Die Wirtspflanzen von Puccinia lophatheri sind die Süßgräser Centotheca lappacea und Lophatherum gracile. Der Pilz ernährt sich von den im Speichergewebe der Pflanzen vorhandenen Nährstoffen, seine Sporenlager brechen später durch die Blattoberfläche und setzen Sporen frei. Die Art verfügt über einen Entwicklungszyklus, von dem bislang lediglich Telien und Uredien sowie deren Wirt bekannt sind; Spermogonien und Aecien konnten dem Pilz nicht zugeordnet werden.